# روجر وايت
روجر وايت (22 نوفمبر 1943 في المملكة المتحدة - ) (بالإنجليزية: Roger White)‏ هو لاعب كريكت بريطاني. لعب مع نادي مقاطعة ميدلسكس للكريكت ‏.

## وصلات خارجية
- روجر وايت على موقع إي آس بي آن كريك إنفو (الإنجليزية)